# Nelly Shin
Pour les articles homonymes, voir Shin.
Nelly Shin (신윤주) (née en 1972) est une femme politique coréenne-canadienne de Colombie-Britannique. Elle représente la circonscription fédérale de britanno-colombienne de Port Moody—Coquitlam à titre de députée conservatrice de 2019 à 2021,.
Shin est la première coréenne-canadienne à siégé à la Chambre des communes du Canada et la seconde, après la sénatrice Yonah Martin (en), à servir dans au Parlement du Canada.

## Biographie
Né en Corée du Sud en 1972, elle immigre avec sa famille au Canada et s'établit à East York (Ontario) en 1977. Elle étudie la musique en 1996 et l'enseignement en 2000 à l'université de Toronto.
Tentant de briguer l'investiture conservatrice dans la circonscription de Richmond Hill en 2017, elle doit se retirer pour laisser la place à Costas Menegakis, l'ancien député conservateur local. S'établissement de façon permanente à Coquitlam en Colombie-Britannique, elle remporte l'investiture conservatrice dans la circonscription de Port Moody—Coquitlam en juin 2019. Élu par une très faible majorité confirmée par un recomptage judiciaire en 2019, elle est défaite en 2021.